# Postaphanostoma filum
Postaphanostoma filum är en plattmaskart som beskrevs av Jürgen Dörjes 1968. Postaphanostoma filum ingår i släktet Postaphanostoma och familjen Isodiametridae. Inga underarter finns listade i Catalogue of Life.